# Edward Barbeau
Pour les articles homonymes, voir Barbeau.
Edward (Ed) Barbeau est un mathématicien et un enseignant de mathématiques canadien. Il est professeur émérite au Département de Mathématiques de l'Université de Toronto.

## Travaux
Edward Barbeau a obtenu son doctorat en 1964 à l'Université de Newcastle-Upon Tyne, avec une thèse intitulée « Commutative Semi-Algebras », sous la direction de Frank Featherstone Bonsall.
Il a publié un certain nombre de livres à l'intention des étudiants de mathématiques et de leurs enseignants, dont Polynomials, Power Play, Mathematical Fallacies, Flaws and Flimflam et After Math, et il est le coauteur de Five hundred mathematical challenges (avec Murray S. Klamkin et W. O. J. Moser). Il a également écrit Pell's Equation et a été l'un des rédacteurs de Challenging Mathematics In and Beyond the Classroom.
Ed Barbeau a souvent donné des conférences et des ateliers à l'occasion de réunions de professionnels et dans les écoles, il a travaillé avec des lycéens et étudiants se préparant pour les compétitions des Olympiades et il a, à cinq reprises, accompagné l'équipe canadienne aux Olympiades internationales de mathématiques. Il est actuellement rédacteur adjoint responsable de la rubrique « Fallacies, Flaws and Flimflam » dans le College Mathematics Journal (en) et il est rédacteur chargé de l'éducation pour les Notes de la Société Mathématique du canada. Il est ancien président de la Commission de l'Éducation de la Société mathématique du Canada.

## Prix et distinctions
- Bourse de l'Ontario Institute for Studies in Education (en)[11]
- 1991 : Prix David Hilbert de la Fédération mondiale des concours nationaux de mathématiques.
- 1995 : Prix Adrien-Pouliot de la Société mathématique du Canada.